# スペクトラム・ブランズ
スペクトラム・ブランズ・ホールディングス (Spectrum Brands Holdings, Inc.) は、アメリカ合衆国の多角的企業。フォーチュン500の1社。レイオバック (Rayovac Corporation) の後継企業で、2005年に設立された。レイオバックは1906年にフレンチ・バッテリー (The French Battery Company) として創業して以来、ウィスコンシン州に拠点を置いていた。
同社はRemington、Black & Decker、George Foreman、およびラッセルホブスのブランド名での家電製品、SpectracideおよびGarden Safeのブランド名での芝生および庭の手入れ用品、ならびにCutterおよびRepelのブランド名での防虫剤の製造および販売を行っている。スペクトラムはアクアリウム用品およびペット用品においていくつかのペットケア企業を傘下に持つ。アクアリウム用品分野ではテトラ、Whisper、Marineland、Perfecto、Jungle、Instant Ocean、Visi-Therm、およびその他の製品ラインを所有する。ペット用品分野はディンゴ、ネイチャーズミラクル、レイジーペット、ワンダーボックスなどから構成される。両分野の生産ラインはオハイオ州シンシナティに拠点を置くUnited Pet Groupに集中している。スペクトラムのHardware & Home Improvement部門には、Kwikset、Baldwin、National Hardware、Pfisterなどのブランドが含まれている。
2018年2月26日、同社は支配株主であるHRGグループと合併することを発表した。2018年の時点で、スペクトラム・ブランズはフォーチュン500リストで422位にランクされている。
スペクトラムは2018年1月にレイオバックの長年の競合会社であったエナジャイザーにバッテリー部門を売却した。売却までスペクトラムはレイオバックおよびファルタのブランド名でバッテリーを製造販売していた。2018年11月、同社はグローバルオートケア部門（アーマオール、STP、A/C Proなどのブランド）もエナジャイザーに売却した。

## 歴史

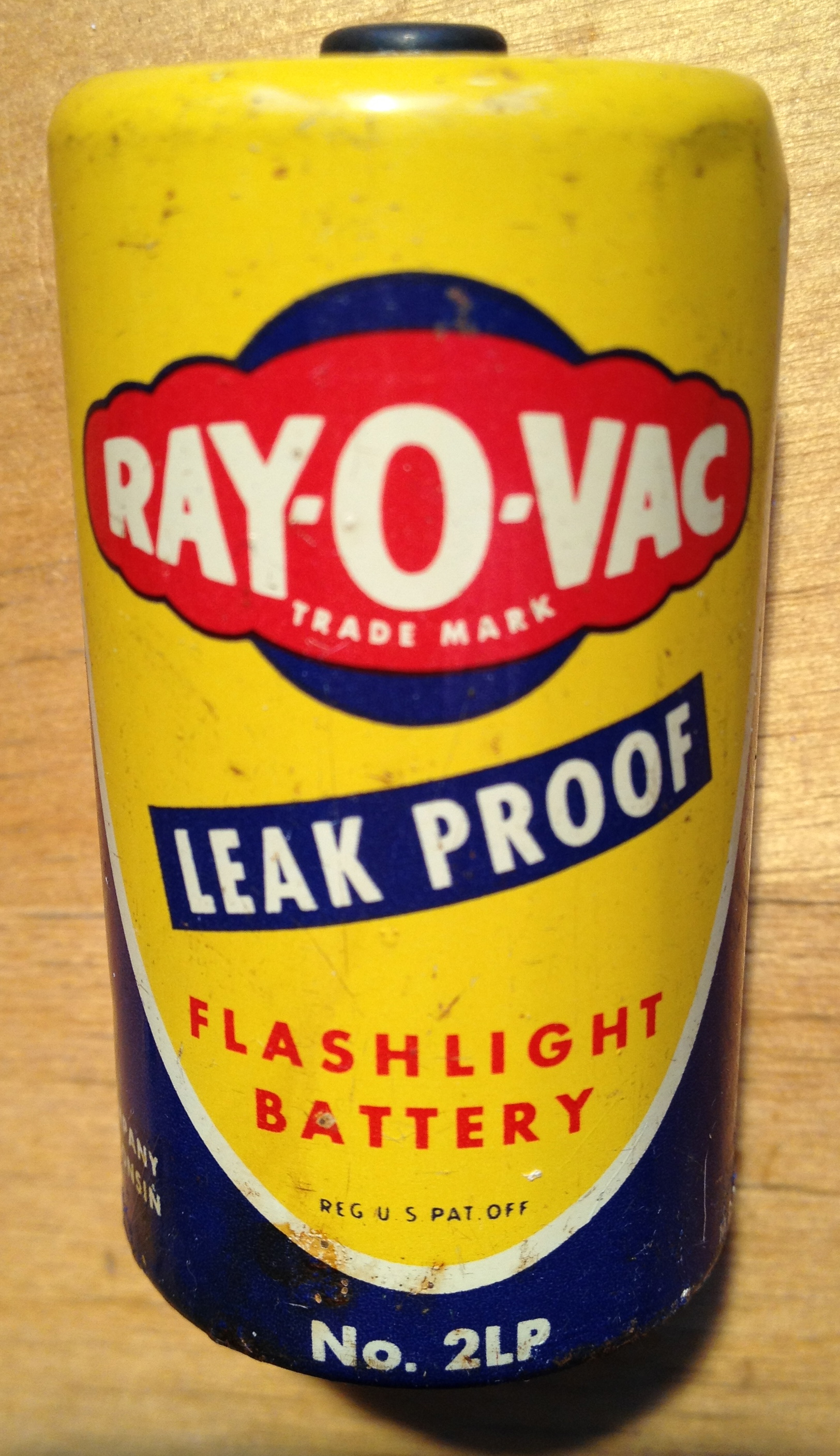
レイ・オ・バック 単1形乾電池

フレンチ・バッテリー・カンパニーは1906年、ウィスコンシン州マディソンでジェームズ・ボーウェン・ラムゼイ（1869-1952）によって創設され、アルフレッド・ランダウが最初の社長に就任した。1910年、ランダウに代わってチャールズ・フレデリック・バージェスが社長に就任、会社は収益を拡大した。1915年に火災で工場が焼失した後、バージェスは独立するために会社を離れた。第一次世界大戦中に生産量が増加し、1920年までに同社は従業員数600人、売上高274万ドルに達し、1931年には従業員数1000人となった。
1930年に社名をレイ・オ・バック (Ray-O-Vac) に変更する。それは当時の新技術であった電子線 (electron rays) と真空管 (vacuum tube) から取った物である。1933年、同社は最初のウェアラブル真空管補聴器の特許を取得した。第二次世界大戦中、レイ・オ・バックはアメリカ軍に約5億個のバッテリーを供給した。この結果、同社は勝利への大きな貢献に対して8個の陸軍 - 海軍「E」賞を授与された。
イギリスでレイ・オ・バックのブランド名でバッテリーを製造販売するため、ESBインダストリアルを親会社とする子会社が設立されたが、1972年に廃業した。レイ・オ・バックのバッテリーはその後もブリティッシュ・エバレディ社が製造販売した。1988年に社名はレイオバック (Rayovac) に簡略化された。

### 多角化と社名変更
2003年にレイオバックは事業の多角化を決定し、バッテリー関連以外の会社を買収した。その中にはレミントン・プロダクツやUnited Pet Groupが含まれた。2004年にレイオバックはラジオシャックのバッテリーサプライヤーとしてエナジャイザー（Eveready）を引き継ぎ、ラジオシャックで独占販売される "Enercell"ブランドのバッテリーを製造した。2005年1月、レイオバックはUnited Industries Corporationを現金および株式約4億7,600万ドルで買収した。United Industriesに含まれるブランドは、Vigoro、Spectracide、Sta-Greenの芝生製品、Cutter、Hot ShotおよびRepelの防虫製品、Marineland、Perfecto、およびEight in Oneブランドのペット用品などである。2005年には、アクアリウム用品の主要企業であるテトラを買収した。この多角化により、レイオバックは社名をスペクトラム・ブランズに変更した。
レイオバックは、ファルタ、Ningbo Baowang、Microlite S.Aなどの他の電池会社も買収した。Microroliteの買収には、ブラジルでのRayovacの名称の権利が含まれ、同社には、Rayovacの名称に対する世界的な権利が与えられた。この買収により、レイオバックはラテンアメリカの大多数の国々でのプレゼンスを強化した。 レイオバックはこの地域でよく知られたブランドである。
買収により借金が増加したスペクトラムは、テトラ、Marineland、Instant Ocean、Jungleのブランド名で展開するアクアリウム製品と、ディンゴ、Firstrax、8 in 1、ネイチャーズミラクルのブランド名で展開するペットケア製品を含むペット部門 (United Pet Group) を売却しようとした。ヘッジファンドのHarbinger Capitalが所有する家電メーカーのSaltonは、ペットケア部門を購入するために約6億9,200万ドルの現金を支払うことに同意したが、この取引は2008年7月14日に破綻した。フォーブス誌およびウォール・ストリート・ジャーナル紙によると、売却はスペクトラムの主要株主によって拒否されたが、これはおそらく取引されるブランドがスペクトラム側が想定していたよりも低く評価されたためであろうとされる。
2009年2月3日に、スペクトラムは連邦倒産法第11章を申請した。同社は後に2009年8月28日に破産した。チャプター11の申請以来、スペクトラムは2010年度第2四半期の利息、税金、減価償却費、および償却前の売上高および調整後利益の前年比の増加を発表している。
スペクトラム・ブランズの一部門であるレイオバックは、親会社のスペクトラム・ブランズがジョージア州に本社を置いていたにもかかわらず、レミントン・プロダクツと共にウィスコンシン州マディソンに本社を置いていた。 2010年4月15日、スペクトラム・ブランズは本社をマディソンに移転すると発表した。スペクトラム・ブランズは、2013年10月に本社をマディソン郊外のウィスコンシン州ミドルトンに移転した。

### 日本市場への参入と撤退
1954年4月、岡田乾電池（現・東芝電池）との共同出資で「日本レイ・オ・バック乾電池株式会社」を設立し日本市場に参入するが、1957年より東芝が経営参加。1982年には全株式を譲渡し、撤退している。

### ラッセルホブス
スペクトラム・ブランズは2010年6月16日に、以前サルトン・インク (Salton, Inc.) として知られていたラッセルホブス・インクとの合併を確定し、新しい30億ドルの消費財会社を設立した。ラッセルホブスのブランドには、ジョージ・フォアマン・グリル、Toastmaster、Black＆Decker Home appliance、ラッセルホブスなどがある。

### アーマード・オートグループ
2015年4月28日、スペクトラム・ブランズはテキサスの億万長者のヘンリー・サリヴァン・リチャードソンとクリストファー・マドックス・ベースが所有するC3ホールディングスの協調融資でアーマード・オートグループを買収し、自動車用品供給事業に参入した。同社はアーマオールやSTPのブランド名でカーケア用品を製造している。

### HRGグループ
2018年1月16日、レイオバック部門はエナジャイザーに20億ドルで買収された。2018年2月26日、スペクトラム・ブランズは支配株主であるHRGグループとの合併を発表した。この動きは、同社のバッテリー部門がエナジャイザーに売却されるまでは影響を及ぼさない。合併後の会社はスペクトラム・ブランズ・ホールディングスという名前で、ティッカーシンボルSPBで取引される。同社はミドルトンに残る。

## バッテリー製品

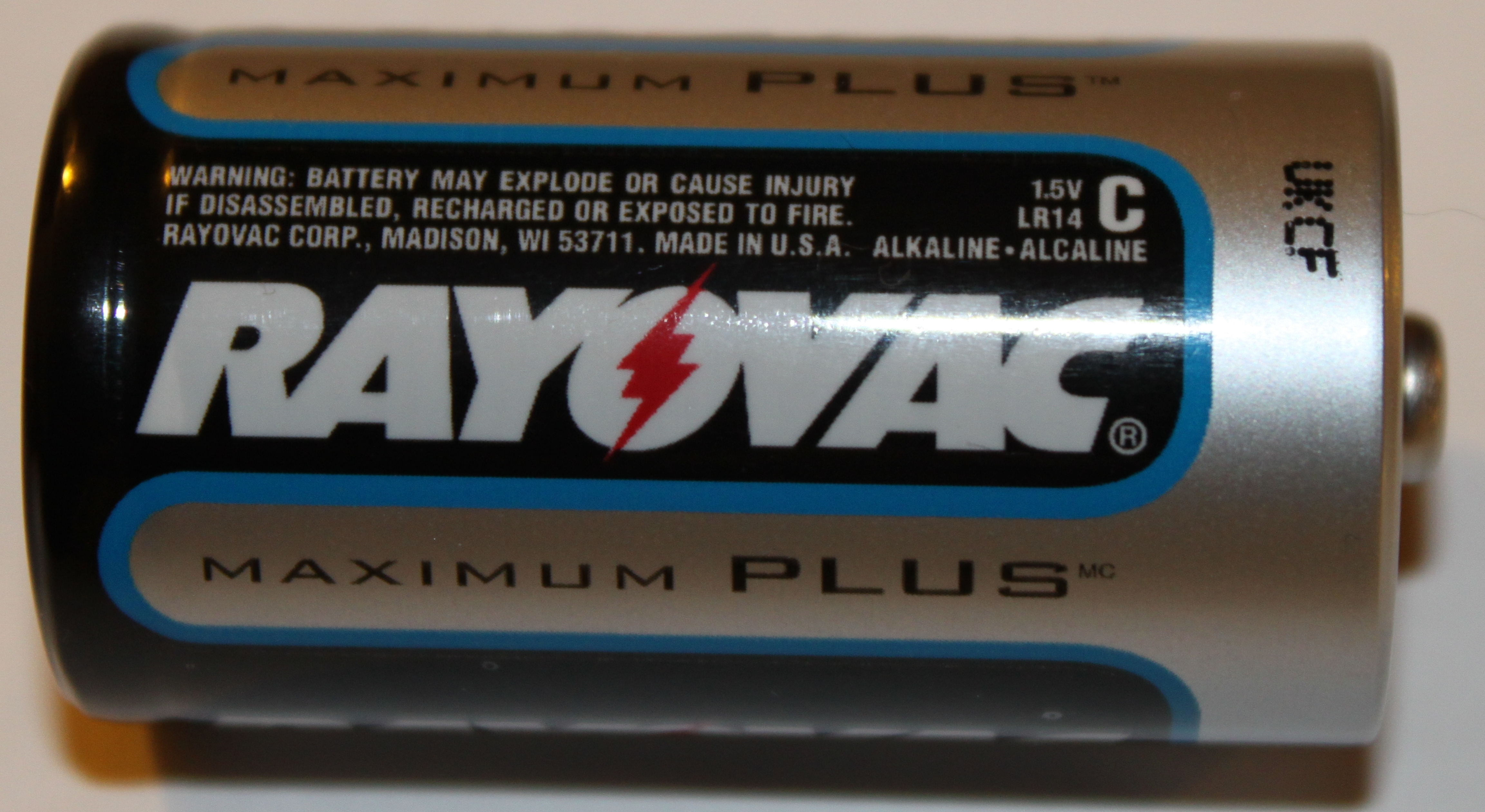
レイオバックの単1形乾電池

レイオバックは単4から9Vサイズのアルカリ電池、充電式ニッケル水素電池、補聴器電池、リチウムフォト電池、特殊電池および携帯用充電器を製造する。さらに、レイオバックブランドの下で、さまざまなポータブルLED懐中電灯や提灯が製造されている。

## 参照
1. ↑  “Fiscal year 2017 report”. 2018年8月25日閲覧。
2. ↑  “Spectrum Brands Holdings”. Fortune. 2018年12月24日閲覧。
3. ↑  “Spectrum Brands Holdings”. Fortune. 2018年12月24日閲覧。
4. 1 2 3  Justin Rubner (2006年8月18日). “Spectrum CEO: Company could sell Rayovac”. Atlanta Business Chronicle.  オリジナルの2016年6月10日時点におけるアーカイブ。 2010年1月12日閲覧。
5. 1 2  “Spectrum Brands to merge with top shareholder HRG in $10 billion deal”. Reuters. (2018年2月26日) 2018年2月28日閲覧。
6. ↑  “Fortune 500 List”. 2018年12月25日閲覧。
7. 1 2  Shivdas, Sanjana (2018年1月16日). “Energizer adds Rayovac batteries to lineup with $2 billion deal”. Reuters 2018年2月28日閲覧。
8. ↑  Levitan, Stuart D. (2006). Madison: 1856-1931. University of Wisconsin Press. p. 201. ISBN 0-299-21674-8
9. ↑  Rayovac company history timeline Archived June 3, 2013, at the Wayback Machine.
10. ↑  “Rayovac Buys United Industries in $476M Deal”. Associated Press. Fox News. (2005年1月4日) 2010年1月12日閲覧。
11. ↑  “Rayovac to Acquire Microlite S.A.” (Press release). Spectrum Brands. 25 February 2006. 2010年6月8日閲覧.
12. ↑  “Spectrum Brands files for bankruptcy”. Associated Press. msnbc.com 2010年1月11日閲覧。
13. ↑  “Spectrum Brands, Inc.”. SpectrumBrands.com.   Specturm Brands.. 2014年4月28日閲覧。
14. ↑  Keating, Gina (2009年8月28日). “UPDATE 1-Spectrum Brands exits bankruptcy”. Reuters.com.   Thomson Reuters. 2014年1月12日閲覧。
15. ↑  “HRG Group, Inc. Announces Armored AutoGroup Acquisition By Spectrum Brands”.  Prnewswire (2015年4月28日). 2016年4月4日閲覧。
16. ↑  Redman, Russell (February 26, 2018). “Spectrum Brands, HRG Group to merge in $10 billion deal”. Chain Drug Review 2018年2月28日閲覧。.
17. ↑  Rayovac website